# Hócsó haszami
A Hócsó Haszami Cutter Knife Doszu Kiri/Rei Rei Rei Rei Rei Rei Rei Rei Ma Ma Ma Ma Ma Ma Ma Ma (包丁・ハサミ・カッター・ナイフ・ドス・キリ/霊霊霊霊霊霊霊霊魔魔魔魔魔魔魔魔; Hepburn: Hōchō Hasami Cutter Knife Dosu Kiri/Rei Rei Rei Rei Rei Rei Rei Rei Ma Ma Ma Ma Ma Ma Ma Ma, ’Konyhakés, olló, vágó, kés, jakuza kard, vágások/Szellem szellem szellem szellem szellem szellem szellem szellem démon démon démon démon démon démon démon démon’) a Maximum the Hormone japán metal együttes ötödik kislemeze, amely 2004. november 25-én jelent meg a VAP lemezkiadó gondozásában. A kétlemezes kiadvány az ötvenedik helyen mutatkozott be a japán Oricon eladási listáján.
A Hócsó Haszami Cutter Knife Doszu Kiri a Kanbai Gekidzsó televíziós sorozat főcímdalául is hallható volt.

## Számlista
Az összes dal szerzője Maximum the Rjó-kun.
- 1. lemez

1. Hócsó Haszami Cutter Knife Doszu Kiri (包丁・ハサミ・カッター・ナイフ・ドス・キリ?, ’Konyhakés, olló, vágó, kés, jakuza kard, vágások’)
2. Ningen Enpi (人間エンピ?, ’Emberi enpi’)

- 2. lemez

1. Rei Rei Rei Rei Rei Rei Rei Rei Ma Ma Ma Ma Ma Ma Ma Ma (霊霊霊霊霊霊霊霊魔魔魔魔魔魔魔魔?, ’Szellem szellem szellem szellem szellem szellem szellem szellem démon démon démon démon démon démon démon démon’)
2. Siina Bus Tei de Macu (椎名バス停で待つ。; Hepburn: Shiina Bus Tei de Matsu?, ’Siina a buszmegállóban vár’)